# Павленко, Николай Никитович
Никола́й Ники́тович Павле́нко (9 июня 1920, Троицко-Харцызск — 22 ноября 1997, Ростов-на-Дону) — советский военный лётчик, участник Великой Отечественной войны, командир эскадрильи 91-го гвардейского штурмового авиационного полка 4-й гвардейской штурмовой авиационной дивизии 5-го штурмового авиационного корпуса 5-й воздушной армии 2-го Украинского фронта, гвардии старший лейтенант. Герой Советского Союза (1945).

## Биография
Родился 9 июня 1920 года в посёлке Троицко-Харцызск, ныне посёлок городского типа Харцызского горсовета Донецкой области Украины, в семье служащего. Украинец.
Учился в школе в городе Иловайске. Затем окончил 2 курса Макеевского металлургического техникума.
В Красной Армии с 1937 года. В 1939 году окончил Ворошиловградскую военно-авиационную школу пилотов. Участник Великой Отечественной войны с ноября 1941 года. Член ВКП(б)/КПСС с 1943 года.
Первое боевое крещение принял в битве за Москву. Летал на разведывательном самолёте «Р-5», и вместе с тем наносил штурмовые удары по вражеской боевой технике и живой силе. Совершил 28 боевых вылетов, из них 12 — ночью. Во время 28-го боевого вылета вражеский зенитный снаряд разорвался в кабине самолёта. Павленко был тяжело ранен в голову и ногу и полгода был в госпитале. Вернулся в полк в августе 1942 года и сел в кабину нового для него самолёта «Ил-2».
Командир эскадрильи 91-го гвардейского штурмового авиационного полка гвардии старший лейтенант Николай Павленко к сентябрю 1944 года совершил 136 боевых вылетов на штурмовку и бомбардировку живой силы, техники и другой объектов противника.
Как отмечалось в наградном листе, «Тов. Павленко проявлял себя мужественным и храбрым лётчиком, в совершенстве владеющим самолётом Ил-2. Он совершил 136 боевых вылета, из них 96 — ведущим группы. Лично сбил самолёт, уничтожил 40 танков, 100 автомашин, паровоз, 500 солдат и офицеров противника. Подавил огонь 7 артиллерийских батарей».
Герой Советского Союза Николай Никитович Павленко встретил День Победы в чехословацком городке Брно.
После войны Павленко продолжал службу в ВВС СССР. В 1949 году окончил Высшие лётно-тактические курсы усовершенствования офицерского состава, а в 1953 году — Ростовский государственный университет.
С 1954 года полковник Н. Н. Павленко — в запасе. Жил в городе Ростов-на-Дону. Работал в управлении Северо-Кавказской железной дороги.
Умер 22 ноября 1997 года, похоронен в Ростове-на-Дону.

## Награды и звания
- Указом Президиума Верховного Совета СССР от 23 февраля 1945 года за образцовое выполнение боевых заданий командования на фронте борьбы с немецко-фашистскими захватчиками и проявленные при этом мужество и героизм, гвардии старшему лейтенанту Николаю Никитовичу Павленко присвоено звание Героя Советского Союза с вручением ордена Ленина и медали «Золотая Звезда» (№ 5352).
- Награждён четырьмя орденами Красного Знамени, орденами Суворова и Богдана Хмельницкого 3-й степени, двумя орденами Отечественной войны 1-й степени, орденами Отечественной войны 2-й степени и Красной Звезды, а также медалями.
- Почётный гражданин города Харцызск.

## Память
- Именем Героя названы улица в посёлке городского типа Троицко-Харцызск и школа № 15 в городе Иловайск Донецкой области (в 1963 году). В 2008 году школа вошла в Иловайский учебно-воспитательный комплекс № 1.